# ColdFusion
ColdFusion — интерпретируемый скриптовый язык программирования, созданный для генерации HTML на веб-сервере и работы с базами данных.
Язык был создан братьями Джереми и Джозефом Аллерами, но на данный момент продуктом владеет Adobe.
ColdFusion 1.0 был выпущен в июне 1995 года корпорацией Allaire. Язык был назван DBML (от англ. DataBase Markup Language — «язык разметки баз данных») и позже был переименован в CFML (от англ. ColdFusion Markup Language — «язык разметки ColdFusion»). Начиная с версии 1.5, ColdFusion содержал совместимость с C++, позволяя пользователям разрабатывать дополнения к языку. Годами позже это послужило основой для создания ColdFusion Extension (CFX) Tags, нынешнего метода для дополнения языка.
Тем временем, Allaire начала работу по изменению ядра ColdFusion с помощью Java («Neo»). Это должно было обеспечить кроссплатформенность.
16 января 2001 года корпорация Allaire заявила, что сливается с Macromedia. После слияния была выпущена версия ColdFusion 5.0. В июне 2002 года Macromedia выпустила Macromedia ColdFusion MX, назвав версию по аналогии с линейкой своих остальных продуктов. ColdFusion MX была полностью переписана и основана на Java 2 Enterprise Edition (J2EE). В ColdFusion MX также была встроена хорошая поддержка Macromedia Flash (через Macromedia Flash Remoting MX).

## История версий
| Версия    | Компания   | Дата выхода     |
| --------- | ---------- | --------------- |
| 1.0       | Allaire    | Июнь 1995       |
| 1.5       | Allaire    | 1996            |
| 2.0       | Allaire    | Ноябрь 1996     |
| 3.0       | Allaire    | Июнь 1997       |
| 3.1       | Allaire    | Январь 1998     |
| 4.0       | Allaire    | Ноябрь 1998     |
| 4.5       | Allaire    | Ноябрь 1999     |
| 5.0       | Macromedia | Июнь 2001       |
| 6.0       | Macromedia | Май 2002        |
| 6.1       | Macromedia | Июль 2003       |
| 7.0       | Macromedia | 7 февраля 2005  |
| 8.0       | Adobe      | 30 июля 2007    |
| 9.0       | Adobe      | 5 октября 2009  |
| 10        | Adobe      | 15 мая 2012     |
| 11        | Adobe      | 29 апреля 2014  |
| 2016 (12) | Adobe      | 16 февраля 2016 |

| Цвет    | Легенда                                 |
| ------- | --------------------------------------- |
| Красный | Старая версия, больше не поддерживается |
| Жёлтый  | Старая версия, все ещё поддерживаемая   |
| Зелёный | Текущая версия                          |
| Голубой | Ожидаемая версия                        |

## Пример кода
```
<
cfquery
 
name
=
"nameofquery"
 
datasource
=
"odbc_connection"
 
username
=
"simple"
 
password
=
"enough"
>

   SELECT * FROM table
   WHERE field = 'whateveryouaresearchingfor'

</
cfquery
>

<cfoutput query="nameofquery">

 
#
field_from_query
#

 
<!--- Выше находится вывод переменной, а это — просто комментарий. --->

</cfoutput>

```